# The Death and Life of Bobby Z
The Death and Life of Bobby Z is een Amerikaanse film uit 2007, geregisseerd door John Herzfeld en gebaseerd op het gelijknamig boek uit 1997 van Don Winslow.

## Verhaal
Ex-marinier Tim Kearney (Paul Walker) zit een gevangenisstraf uit voor een klein vergrijp. Achter de tralies raakt hij echter betrokken bij een gevecht waarbij de leider van een motorbende de dood vindt. Dat staat gelijk aan een doodvonnis. Tim heeft een kans om de gevangenis levend te verlaten: de sluwe DEA-agent Grusza (Laurence Fishburne) heeft iemand nodig die de identiteit van de pas overleden drugsdealer Bobby Z kan aannemen en Tim lijkt als twee druppels water op Bobby Z. In ruil voor strafvermindering gaat Tim akkoord. Als Bobby Z leidt Tim ineens een luxeleven vol vrouwen en geld, maar Bobby Z had ook vijanden die nergens voor terugdeinzen.

### Rolverdeling
| Acteur             | Rol           |
| ------------------ | ------------- |
| Paul Walker        | Tim Kearney   |
| Laurence Fishburne | Grusza        |
| Jason Lewis        | Bobby Z       |
| Olivia Wilde       | Elizabeth     |
| Keith Carradine    | Johnson       |
| Joaquim de Almeida | Don Huertero  |
| Jacob Vargas       | Jorge Escobar |